# صندوق الأهلي ريت 1
صندوق الأهلي ريت 1 هو صندوق استثمار عقاري متداول يهدف الصندوق إلى توفير دخل تأجيري دوري وتحقيق نمو في إجمالي قيمة أصول الصندوق لمالكي الوحدات من خلال الاستثمار بشكل أساسي في أصول عقارية مطورة تطويرا إنشائيا مدرة للدخل.

## الهدف الإستثماري
هدف الصندوق إلى توفير دخل تأجيري دوري وتحقيق نمو في إجمالي قيمة أصول الصندوق لمالكي الوحدات من خلال الاستثمار بشكل أساسي في أصول عقارية مطورة تطويرا إنشائيا مدرة للدخل، وتوزيع أرباح نقدية مرتين في السنة في شهر مارس وشهر سبتمبرعلى مالكي الوحدات بما لا يقل عن 90٪ من صافي أرباح الصندوق السنوية.

## الهيئة الشرعية
```
تم اعتماد الصندوق على أنه صندوق استثمار متوافق مع المعايير الشرعية المجازة من قبل الهيئة الشرعية المعينة
```

## مدير الصندوق
شركة الأهلي المالية وهي شركة مساهمة مقفلة تأسست وتعمل وفقا لأنظمة المملكة العربية السعودية

## امين الحفظ
شركة البلاد المالية

## المقيمين للصندوق
تم تعيين مقيمين مستقلين لصندوق الأهلي ريت 1 وهم:
- كوليرز انترناشونال
- نايت فرانك

## وصلات خارجية
- صندوق الأهلي ريت 1 حقائق وأرقام